# Jean Tribel
Jean Tribel est un architecte urbaniste français né le 21 avril 1929 à Paris et mort le 24 avril 2019 à Nogent-sur-Marne.
Diplômé en 1957 de l'École nationale supérieure des beaux-arts de Paris, il fonde en 1960 avec Jacques Allégret, Jean Perrottet, Georges Loiseau, Jacques Berce et Valentin Fabre l'AUA (l'Atelier d'architecture et d'urbanisme).
Associé à Georges Loiseau de 1960 à 1986, il reste membre de l'AUA jusqu'à sa dissolution en 1986.
De 1981 à 1984 Jean Tribel est directeur adjoint de l'Architecture au ministère de l'Urbanisme et du Logement.

## Réalisations
- 1998 : École d'ingénieurs de l'Institut Galilée de l'Université Paris 13